# Monaster Rudi
Monaster Świętej Trójcy w Rudi (rom. Mănăstirea Sfânta Treime) – prawosławny klasztor żeński we wsi Rudi (dawniej zapisywanej też Rughi) w północnej Mołdawii.
Monaster założono z inicjatywy biskupa Huși Innocentego w 1777 na terenie darowanym przez braci Andronache i Teodora Rudich, przy wsparciu finansowym kupca Donciula z Mohylowa Podolskiego. W 1812, wraz z aneksją Besarabii przez Rosję, klasztor znalazł się pod zwierzchnictwem Cerkwi rosyjskiej. Do 1828 funkcjonował jako męski, następnie przekształcono go w monaster żeński. W 1846 został zamknięty. Po zjednoczeniu Besarabii z Rumunią i przejęciu lokalnych cerkwi przez Rumuński Kościół Prawosławny, w 1921 klasztor ponownie otwarto. W latach 1930–1935 przy monasterze funkcjonowała szkoła teologiczna. Wraz z aneksją Besarabii przez Związek Sowiecki w 1940 instytucję ponownie zamknięto. Po upadku komunizmu i uzyskaniu przez Republikę Mołdawii niepodległości mnisi wrócili do budynków klasztornych w 1992. Po siedmiu latach zastąpiły ich, po raz drugi w historii, mniszki. Obecnie klasztor podlega Metropolii Mołdawskiej podległej Rosyjskiemu Kościołowi Prawosławnemu.
Cerkiew Świętej Trójcy, wybudowana w 1777, jest jedną z nielicznych w granicach Republiki Mołdawii i jednocześnie jedną z najmłodszych budowli wzniesionych w tradycyjnym, mołdawskim stylu architektonicznym. Posiada charakterystyczny dla tych konstrukcji plan trójkonchowy (koniczyny), tj. wydłużonego prostokąta, od strony wschodniej zakończonego apsydą ołtarzową (główną), w sąsiedztwie której na północnym i południowym boku prostokąta znajdują się apsydy boczne, nawiązując do kształtu krzyża. Apsydy są od zewnątrz udekorowane typowymi w architekturze mołdawskiej niszami, a całość zwieńcza niewielka kopuła. Świątynię odnawiano w latach 1925 i 1994. Pozostała zabudowa monasteru pochodzi z XIX i pierwszej połowy XX wieku.